# Cneo Cornelio Léntulo Marcelino

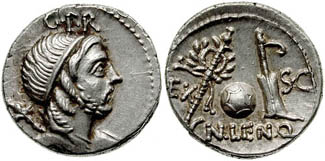
Denario con la efigie de Gneo Cornelio Léntulo Marcelino.

Cneo o Gneo Cornelio Léntulo Marcelino  (m. c. 46 a. C.) fue un político y militar romano del siglo I a. C. perteneciente a la gens Cornelia.

## Familia
Léntulo Marcelino fue miembro de los Cornelios Léntulos, una rama patricia de la gens Cornelia. Su padre, 
Publio Cornelio Léntulo Marcelino, fue en origen miembro de los Claudios Marcelos.
Estuvo casado al menos en dos ocasiones. Se desconoce la identidad de su primera esposa, pero la segunda fue probablemente Escribonia, que era unos veinte años más joven que él y que se convirtió en la segunda esposa del primer emperador romano Cayo Julio César Octaviano Augusto.
Con la primera esposa fue padre de Léntulo Marcelino, cuestor de Cayo Julio César, y comandante de las fortificaciones de Dirrachyum en 48 a. C. Probablemente murió poco antes de 47 a. C.
Escribonia volvió a casarse con Publio Cornelio Escipión Salvito con el que tuvo dos hijos, P. Cornelio Escipión y Cornelia Escipión; después contrajo matrimonio con Octavio Augusto y fue la madre de su única hija, Julia la Mayor.

## Carrera política
Participó muy joven a la acusación contra Verres. (70 a. C.) En 61 a. C., aparece apoyando a su pariente, Lucio Cornelio Léntulo Crus, en la acusación contra Publio Clodio, por la violación de los misterios de la Bona Dea. Después fue pretor en 59 a. C. y presidió el juicio contra Cayo Antonio, el colega de Cicerón.
Al año siguiente, fue gobernador de Siria durante casi dos años, donde combatió los ataques depredadores de las vecinas tribus árabes.

## Consulado
En el año 57 a. C. ya estaba en Roma y se presentó a las elecciones a cónsul, cargo que ejerció en el año 56 a. C. junto con Lucio Marcio Filipo. A final de año se destacó en favorecer el regreso del exilio de Cicerón y tras su regreso procuró la restauración de su casa y de sus propiedades.
Durante su consulado, Marcelino se opuso fuertemente a las violentas facciones de Publio Clodio y del tribuno Marco Porcio Catón; y por esta conducta se ganó el elogio de Cicerón de ser uno de los mejores cónsules que había visto nunca.
También procuró limitar la influencia de Pompeyo impidiendo que fuera enviado a Egipto para restaurar a Ptolomeo XII Auletes y parece que fue esta actitud la que después indujo a Pompeyo a participar en el acuerdo de Luca entre los triunviros.
Poco se dice de Marcelino después de la expiración de su consulado, y se desconoce cuándo murió. Cicerón alaba su elocuencia, que se muestra especialmente durante la época en que fue cónsul. Ocupó el oficio sacerdotal de uno de los Epulones